# Skorotice
Skorotice (en allemand : Skorotitz) est une commune du district de Žďár nad Sázavou, dans la région de Vysočina, en République tchèque. Sa population s'élevait à 129 habitants en 2020.

## Géographie
Skorotice se trouve à 10 km au sud-est de Bystřice nad Pernštejnem, à 32,5 km au sud-est de Žďár nad Sázavou, à 56 km à l'est-nord-est de Jihlava à 156 km au sud-est de Prague.
La commune est limitée par Ujčov au nord-ouest, par Černovice au nord, par Osiky à l'est, par Běleč, Doubravník et Černvír au sud, et par Nedvědice à l'ouest.

## Histoire
La première mention écrite de la localité date de 1309.

## Administration
La commune se compose de deux quartiers :
- Chlébské
- Skorotice

## Transports
Par la route, Skorotice se trouve à 14 km au nord de Bystřice nad Pernštejnem, à 40 km de Žďár nad Sázavou, à 73 km de Jihlava et à 193 km de Prague.